# Sea Baby
Sea Baby (ukrajinsko Морський малюк, latinizirano: Mors'kyj maljuk, dob. 'Morski malček') je ukrajinski čoln brez posadke (dron), ki je bil razvit za uporabo v Ukrajinski varnostni službi (SBU) med rusko invazijo na Ukrajino. Čoln lahko nosi eksplozivni tovor za uporabo v kamikaze napadih na sovražne ladje ali pa je opremljen z drugo opremo za specializirano uporabo.
Nenavadno ime plovila je besedna igra na priimek vodje SBU, Vasila Maljuka.

## Razvoj
Brigadni general SBU Ivan Lukaševič je predlagal uporabo čolnov brez posadke za izvajanje napadov na ruske pomorske in obalne cilje. Prvi prototipi so bili oblikovani julija 2022. Pri razvoju je sodelovala ukrajinska mornarica ter več zasebnih podjetij. SBU se je kasneje odločila za lasten razvoj novih modelov. Morski malček predstavlja njihov najbolj razvit čoln. Podobno orožje, MAGURA V5, je začel uporabljati glavni obveščevalski direktorat Ukrajine (GUR).
MAGURA V5 je bil predvsem zasnovan za napade na aktivne ladje, zato je manjši in bolj okreten od Sea Baby-ja. Ta ima večjo nosilnost in je namenjen za napade na statične tarče (npr. zasidrane ladje, pomorska infrastruktura).
Konec leta 2023 so različni modeli Sea Baby-ja imeli več redundantnih komunikacijskih sistemov ter sposobnost prevažanja bojne glave do 850 kg (prejšnji modeli so imeli nosilnost 108 kg). Pred uvedbo redundatnih komunikacijskih sistemov se je čoln zanašal na komunikacijo s pomočjo Starlinka. Septembra 2022 med poskusom napada na rusko fregato Admiral Makarov, ki je bila zasidrana v Sevastopolu, je zaradi posredovanja Elona Muska prišlo do izpada signala na Krimu, kar je privedlo do izgube več plovil.
Do konca leta 2023 se je Sea Baby razvil iz izključno kamikaze sistema v platformo, ki je sposobna prevažati različno opremo ter opravljati različne naloge kot npr. nošnja sistemov za lasersko vodenje ter uporaba lanserjev za vodene izstrelke. Januarja 2024 je SBU razkril različico Sea Baby-ja, ki je opremljena s šestimi termobaričnimi izstrelki na zasnovi RPV-16.

## Uporaba
17. julija 2023 sta dva čolna Sea Baby zadela Krimski most in poškodovala stebra in razpon mostu.
14. septembra 2023 je SBU poročal, da je s čolnom Sea Baby zadel rusko korveto Samum. Kasneje se je pojavil posnetek vleke korvete, ki je bila vidno nagnjena.
SBU je poročal, da je oktobra 2023 s čolnom Sea Baby poškodoval patruljno ladjo Pavel Deržavin. Kasneje decembra 2023 pa še izvidniško in hidrografsko ladjo Vladimir Kozicki.

## Poglej tudi
- MAGURA V5 - podoben (manjši) čoln brez posadke
- Marička - ukrajinsko podvodno vozilo brez posadke